# قارلق (غرمخان)
قارلق (بالفارسية: قارلق) هي قرية تقع في إيران في قسم غرمخان الريفي. يقدر عدد سكانها بـ 629 نسمة بحسب إحصاء 2016.